# Ionenwind
Unter Ionenwind versteht man einen gerichteten Fluss von Ionen, also eine Art der Ionenstrahlung. Erzeugt wird er durch eine Gasentladung, die von einer an positiver Hochspannung liegenden Elektrode (meist spitz geformt, was eine sehr starke Inhomogenität des elektrischen Feldes mit sich bringt) ausgeht. Die Ionisation erfolgt durch Entzug von Elektronen. Die so erzeugten positiv geladenen Ionen werden dann von dieser Elektrode (Anode) weg entlang des Feldgradienten beschleunigt. An einer gegenüberliegenden, negativ geladenen Elektrode (Kathode) beliebiger Form nehmen die Ionen wiederum Elektronen auf.
Die Bewegungsrichtung der Ionen ist, da sie positiv geladen sind, die konventionelle  Stromrichtung "von Plus nach Minus". Die Richtung des Elektronenstroms z. B. in einem Leitungsdraht wäre umgekehrt.

Glimmentladung bei Atmosphärendruck. Positive Elektrode rechts.

## Historisches
Gasentladungen bei niedrigem Druck wurden 1897 von Joseph John Thomson experimentell in einer sogenannten Kathodenstrahlröhre beobachtet. Die später als positive Ionen erkannte Strahlung, die eine Glimmerscheinung hervorrief, wurde als "Kanalstrahlen" bezeichnet.
Außerdem wurde auch eine Kathodenglimmentladung beobachtet, eine Leuchterscheinung, die durch die von Gasionen hoher kinetischer Energie aus der Kathode ausgelösten Sekundärelektronen hervorgerufen wird. Die Elektronen werden zur Anode hin beschleunigt und als Kathodenstrahlen bezeichnet.

## Technische Anwendungen
Ionenwind bei Atmosphärendruck in gewöhnlicher Luft, also Sauerstoff und Stickstoff, erzeugt eine blauviolette Glimmentladung mit Ultraviolett-(UV)-Anteilen. Die Ionisierung und auch die UV-Strahlung erzeugen Sauerstoffradikale, die sich an molekularen Sauerstoff anlagern, wodurch das aggressive Gas Ozon entsteht. Dieser Effekt findet Anwendung in Apparaten, oft Ozonisator genannt, die Ozon zur Luftreinigung (vor allem zur Geruchsneutralisation) oder zur Wasserdesinfektion nutzen.
Durch den Ionenwind kann auch normaler Wind im Sinne einer Luftströmung erzeugt werden. Es können Lüfter konstruiert werden, die ohne bewegliche Teile auskommen und daher fast geräuschfrei arbeiten können.
In der Weltraumtechnik werden Ionentriebwerke mit Edelgasen als Steuertriebwerke verwendet.